# Schausia costistrigata
Schausia costistrigata är en fjärilsart som beskrevs av Bethune-Baker 1927. Schausia costistrigata ingår i släktet Schausia och familjen nattflyn. Inga underarter finns listade.